# Спортивна академія Каджі

Спортивна академія Каджі (фр. Kadji Sport Academies) — камерунська спортивна академія в місті Дуала. Найбільш відома своєю футбольною школою, яка виховала, зокрема, одного з найкращих форвардів Африки Самюеля Ето'о.

## Інфраструктура
Академія спорту є спортивний комплекс розміром близько 40 гектарів, на яких розміщено 7 футбольних полей, 12 тенісних кортів, 2 баскетбольні майданчики, по одному гандбольному і волейбольному майданчику, тренажерні зали і багато іншого.

## Найвідоміші випускники
- Самюель Ето'о
- Ерік Джемба-Джемба
- Стефан Мбіа
- Бенджамін Муканджо
- Орельєн Шеджу
- Карлос Камені
- Жорж Манджек
- Ніколя Н'Кулу